# Gerville (Omerville)

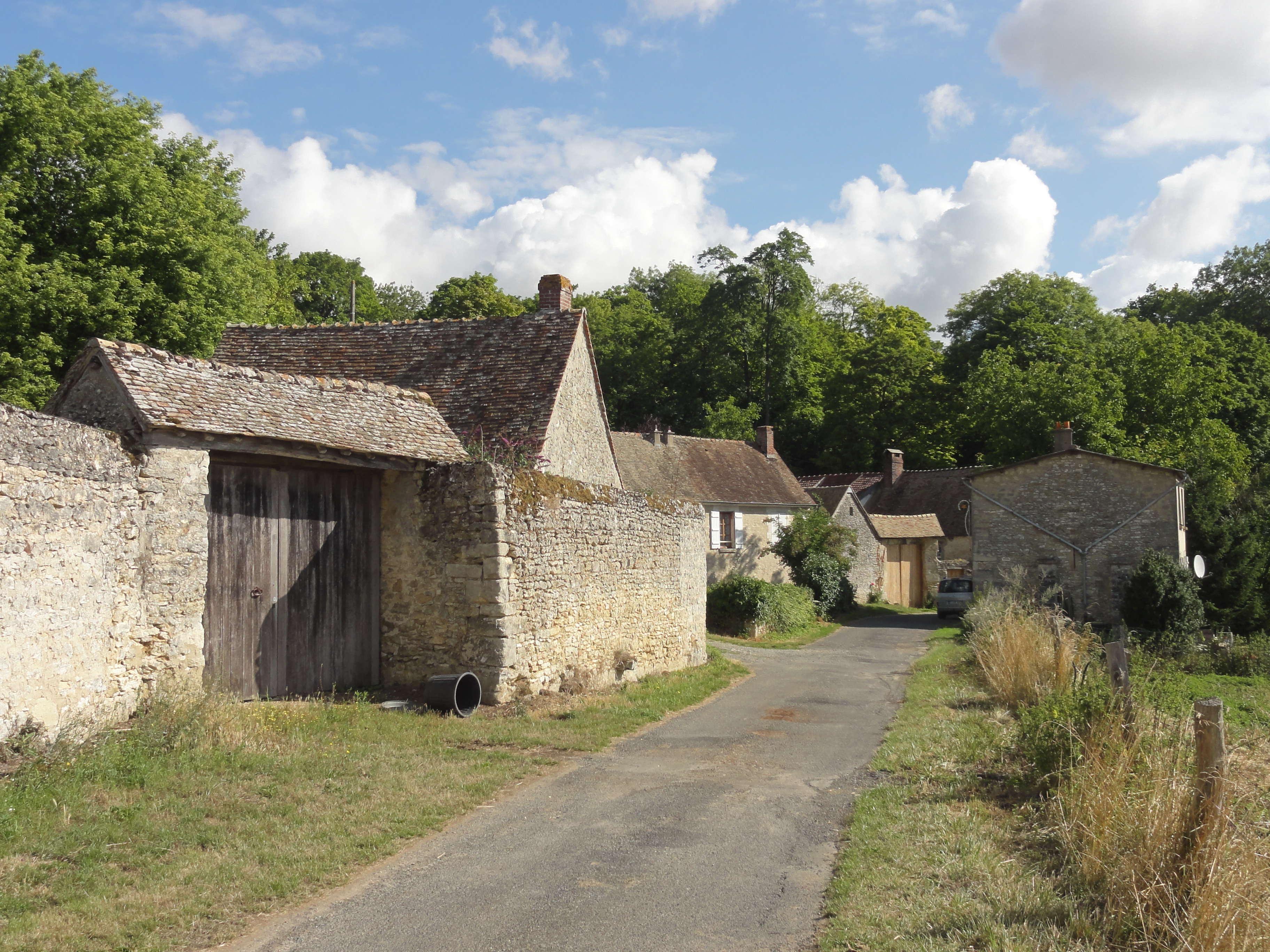
Gerville

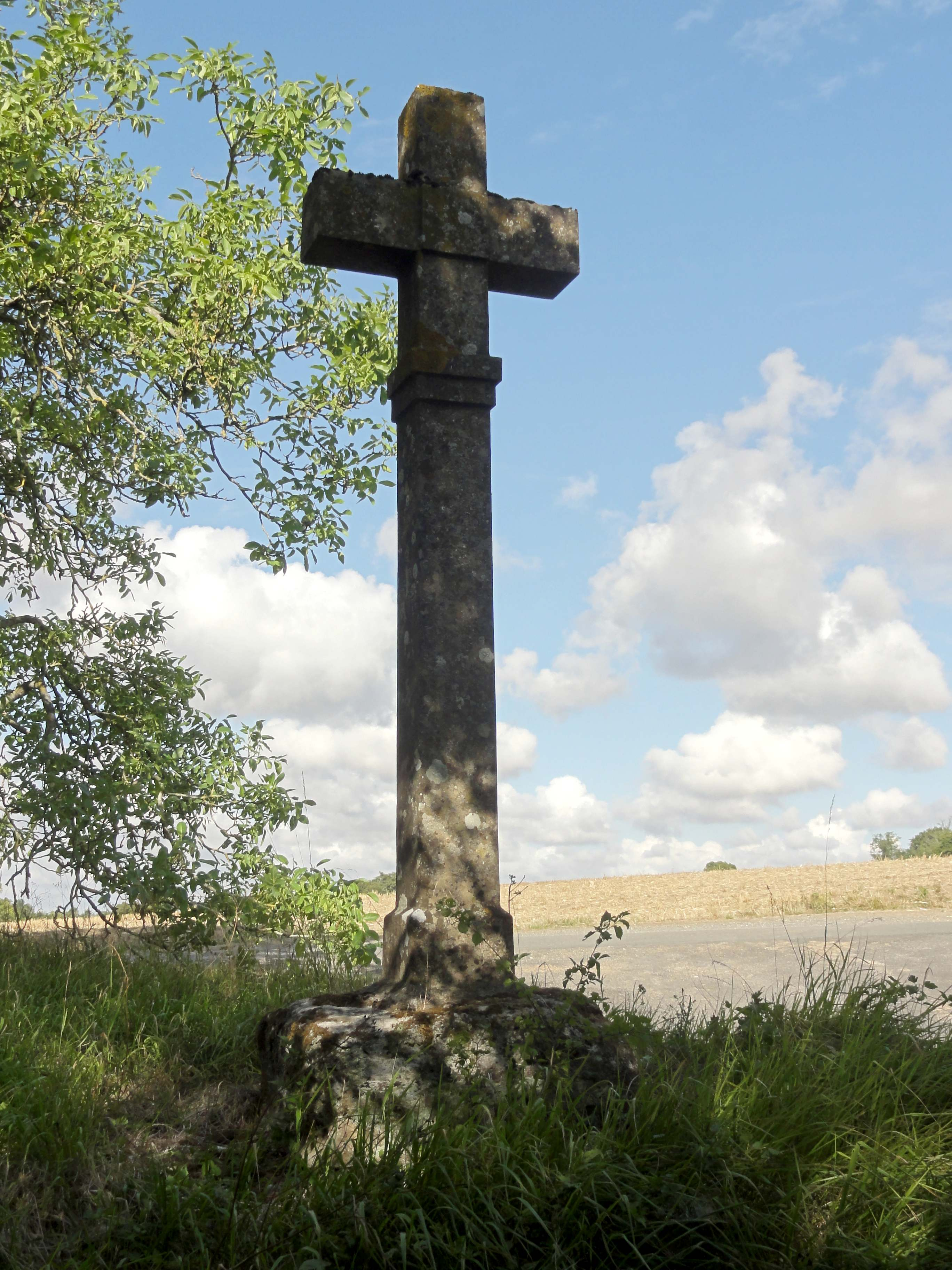
Wegekreuz

Gerville ist ein Weiler der französischen Gemeinde Omerville im Département Val-d’Oise in der Region Île-de-France.

## Sehenswürdigkeiten
- Domaine de Gerville